# 29 март
29 март е 88-ият ден в годината според григорианския календар (89-и през високосна година). Остават 277 дни до края на годината.

## Събития
- 1430 г. – Султан Мурад II превзема Солун.
- 1516 г. – Изгонените от Испания евреи по силата на декрет на съвета на десетте са настанени във Венеция в обособен квартал – гето.
- 1638 г. – Шведските колонисти основават тяхното първо поселище в Делауеър, наречено Нова Швеция.
- 1792 г. – Кралят на Швеция Густав III умира, след като е бил застрелян 13 дни по-рано в гърба на нощен маскен бал в Кралската шведска опера в Стокхолм.

- 1807 г. – Открит е астероидът 4 Веста – третият по големина астероид в астероидния пояс.
- 1809 г. – Финландия е обявена за Велико княжество в лична уния с Русия.
- 1848 г. – Поради струпване на лед Ниагарският водопад спира за едно денонощие.
- 1886 г. – В Атланта Джон Пъмбертън за първи път произвежда напитката Coca-Cola.
- 1911 г. – Съставено е тридесет и второто правителство на България, начело с Иван Евстратиев Гешов.
- 1912 г. – Британският изследовател сър Робърт Скот загива на връщане от Южния полюс, след като в опита си да го достигне пръв е бил изпреварен от норвежеца Руал Амундсен.
- 1936 г. – В Германия диктаторът Хитлер получава 99% от гласовете на референдум за приемане на незаконната немска реокупация на Rhineland.
- 1944 г. – Втората световна война: София е бомбардирана от англо-американската авиация.
- 1945 г. – България във Втората световна война: Начало на Мурската настъпателна операция на Първа българска армия (29 март-14 април 1945 г.)в Унгария в която българската армия настъпва срещу германските войски от група армии „Е“ и пробива германската отбранителна линия „Маргит“, разгромявайки германските войски при Велики Ког, Ястребци и Вараждин при река Мур.
- 1973 г. – Виетнамска война: Последните войски на САЩ напускат Южен Виетнам.
- 1974 г. – Космическият апарат на НАСА Маринър 10 изпраща първите заснети отблизо снимки на Меркурий.
- 1976 г. – Открива се обновеният Народен театър „Иван Вазов“ с премиера на пиесата на Иван Вазов „Хъшове“.
- 1986 г. – Римският наказателен съд издава оправдателна присъда срещу Сергей Антонов, обвинен за атентата срещу папа Йоан Павел II.
- 1988 г. – Играчът на крикет Ян Ботъм започва своя преход през Алпите на слонове – по стъпките на Ханибал, за да събере пари с благотворителна цел.
- 2004 г. – България, Естония, Латвия, Литва, Румъния, Словакия и Словения влизат в НАТО като пълноправни членове.
- 2004 г. – Република Ирландия става първата страна в света, която забранява тютюнопушенето на работното място, включително в барове и ресторанти.
- 2005 г. – Подписан е първият договор за магистрала Тракия в България.

## Родени
- 1790 г. – Джон Тейлър, 10-и президент на САЩ († 1862 г.)
- 1822 г. – Иван Унковски, руски адмирал († 1866 г.)
- 1826 г. – Вилхелм Либкнехт, немски революционер († 1900 г.)
- 1859 г. – Янко Драганов, български офицер († 1932 г.)
- 1870 г. – Павлос Мелас, гръцки военен и революционер († 1904 г.)
- 1873 г. – Тулио Леви-Чивита, италиански математик († 1941 г.)
- 1874 г. – Лу Хенри Хувър, първа дама на САЩ (1929 – 1933) († 1944 г.)
- 1890 г. – Вилибалд фон Лангерман унд Ерленкамп, германски офицер († 1942 г.)
- 1899 г. – Лаврентий Берия, съветски политик († 1953 г.)
- 1899 г. – Радослав Тричков, български журналист († 1991 г.)
- 1923 г. – Георги Апостолов, български скулптор († 2015 г.)
- 1926 г. – Боян Лечев, български цигулар († 2004 г.)
- 1926 г. – Стефан Геренски, български футболист († 2008 г.)
- 1927 г. – Джон Вейн, британски фармаколог, Нобелов лауреат през 1982 г. († 2004 г.)
- 1928 г. – Христиана Василева, българска преводачка и писателка († 2018 г.)
- 1929 г. – Ленарт Мери, президент на Естония († 2006 г.)
- 1933 г. – Апостол Чачевски, български футболист и треньор по футбол († 2023 г.)
- 1935 г. – Волфганг Улман, немски шахматист († 2020 г.)
- 1935 г. – Иван Кънев, български художник
- 1941 г. – Джоузеф Тейлър, американски физик Нобелов лауреат през 1993 г.
- 1943 г. – Вангелис, гръцки композитор († 2022 г.)
- 1943 г. – Джон Мейджър, премиер на Великобритания
- 1943 г. – Ерик Айдъл, британски актьор
- 1944 г. – Владимир Гаджев, български музикален критик
- 1951 г. – Роджър Майърсън, американски икономист
- 1952 г. – Джон Хендрикс, американски бизнесмен
- 1952 г. – Теофило Стивенсон, кубински боксьор († 2012 г.)
- 1953 г. – Венцислав Арсов, български футболист
- 1953 г. – Георг Клайн, немски писател
- 1953 г. – Стефан Орманджиев, български футболен съдия († 2017 г.)
- 1954 г. – Ахмед Доган, български политик
- 1955 г. – Брендан Глийсън, ирландски актьор
- 1955 г. – Марина Сиртис, британска актриса
- 1956 г. – Голамреза Багери Могаддам, дипломат от Иран
- 1956 г. – Лазар Груев, български юрист
- 1957 г. – Кристоф Ламбер, френски актьор
- 1960 г. – Юлий Буркин, руски писател
- 1964 г. – Ел Макферсън, австралийски супермодел и актриса
- 1964 г. – Пламен Петров, български политик и инженер
- 1965 г. – Красимир Каракачанов, български политик
- 1966 г. – Красимир Балъков, български футболист
- 1968 г. – Люси Лоулес, американска актриса
- 1972 г. – Руи Коща, португалски футболист
- 1973 г. – Златан Василев, български състезател по вдигане на тежести
- 1973 г. – Мариян Христов, български футболист
- 1973 г. – Марк Овермарс, холандски футболист
- 1975 г. – Марио Рангелов, български политик
- 1976 г. – Дженифър Каприати, американска тенисистка
- 1978 г. – Христо Цветанов, български волейболист
- 1981 г. – Десислава Добрева, българска певица
- 1982 г. – Джей Бренън, американски певец
- 1984 г. – Роман Кинаст, австрийски футболист
- 1984 г. – Хуан Монако, аржентински тенисист
- 1984 г. – Чавдар Янков, български футболист
- 1990 г. – Теему Пуки, финландски футболист

## Починали
- 87 г. пр.н.е. – Хан Уди, китайски император (* 156 г. пр.н.е.)
- 1058 г. – Стефан IX, римски папа (* ок. 1020)
- 1697 г. – Николаус Брунс, германски композитор (* 1665 г.)
- 1772 г. – Емануел Сведенборг, шведски учен (* 1688 г.)
- 1788 г. – Чарлз Уесли, основател на Методистката църква (* 1707 г.)
- 1792 г. – Густав III, шведски крал (* 1746 г.)
- 1891 г. – Жорж Сьора, френски художник (* 1859 г.)
- 1896 г. – Димитър Икономов (Ботев четник), български революционер (* 1839 г.)
- 1912 г. – Робърт Скот, английски изследовател (* 1868 г.)
- 1925 г. – Вела Пискова, българска антифашистка (* 1889 г.)
- 1934 г. – Ото Кан, немски банкер (* 1867 г.)
- 1936 г. – Йордан Асенов, български революционер (* 1869 г.)
- 1937 г. – Карол Шимановски, полски композитор (* 1882 г.)
- 1942 г. – Георги Фотев, български революционер (* 1862 г.)
- 1956 г. – Благой Даскалов, български революционер (* 1867 г.)
- 1957 г. – Джойс Кери, ирландски писател (* 1888 г.)
- 1977 г. – Георги Златев-Черкин – български композитор и педагог (* 1905 г.)
- 1980 г. – Мантовани, италиански диригент (* 1905 г.)
- 1982 г. – Карл Орф, германски композитор (* 1895 г.)
- 1982 г. – Хелене Дойч, австрийско-американски психоаналитик (* 1884 г.)
- 1989 г. – Никола Златев, български художник (* 1907 г.)
- 2003 г. – Карло Урбани, италиански физик, Нобелов лауреат през 1999 г. (* 1956 г.)
- 2003 г. – Кейносуке Еноеда, японски каратист (* 1935 г.)
- 2008 г. – Белчо Белчев, български финансист и политик (* 1932 г.)
- 2009 г. – Морис Жар, френски композитор и диригент (* 1924 г.)
- 2009 г. – Климент Денчев, български актьор (* 1939 г.)
- 2016 г. – Александър Бръзицов, български композитор (* 1943 г.)
- 2019 г. – Анес Варда, френска режисьорка (* 1928 г.)
- 2020 г. – Кшищоф Пендерецки, полски композитор и диригент (* 1933 г.)

## Празници
- България – Ден на военноинвалидите и пострадалите при изпълнение на воинските си конституционни задължения (от 2005 г.)
- Виетнам – Ден на ветераните
- Република Китай – Ден на младежта
- Мадагаскар – Ден в памет на героите от въстанието срещу френските колонизатори, Годишнина от избухването на антифренското въстание през 1947 г., дало между 80 и 90 хил. жертви
- Русия – Ден на правната служба и Професионален празник на военните адвокати
- САЩ – Ден на ветераните от Виетнамската война
- Тайван – Ден на младежта
- Централноафриканската република – Ден в чест на президента Бартелеми Боганда.
- Чили – Ден в памет на братята Вергара Толедо убити през 1985 г. по време на диктатурата на Пиночет от полицейските служби и Ден на младите бойци, отбелязван обикновено с граждански безредици от крайно леви движения и анархисти